# Грб Манитобе
Грб Манитобе у садашњем облику користи се као службени грб канадске провинције Манитобе, а усвојен је краљевским декретом британског Краља Едварда VII 10. маја 1905. године. Штит који се налази у централном делу грба се такође налази и на покрајинској застави. 
Законом од 23. октобра 1992. штиту су додати челенка, основа и мото.

## Симболизам
- Челенка

Изнад штита се налази позлађен шлем са погледом улево који симболизује суверенитет Манитобе у оквиру канадске конфедерације. На врху се налази дабар који је национални симбол Канаде и који држи цвет преријског ириса који је симбол Манитобе. На самом врху изнад дабра се налази круна која је симбол краљевског суверенитета.
- Штит

У горњем делу штита налази се Крст светог Ђорђа који је симбол Енглеске. Бизон у доњем делу представља симболично подсећање на крда бафала која су некада лутала преријом. Ово је до 1992. била основна верзија покрајинског грба.
- Постамент

Штит стоји на постаменту који представља различита природна окружења Манитобе, пшенична поља, шуме и прерија.
- Држачи штита

Цео грб се налази на таласима Ред ривера, реке око које је настала Манитоба и која представља њену прошлост. Са леве стране штит држи једнорог који симболизује домородачко становништво, док је са десне стране коњ који је симбол досељеника.
- Мото

Мото је на латинском језику Gloriosus et Liber и преузет је из текста канадске химне О Канадо. У преводу мото гласи „славна и слободна“.